# 104 Batalion Schutzmannschaft
104 Batalion Schutzmannschaft (niem. Schutzmannschaftsbataillon 104) – batalion policyjny, kolaboracyjna jednostka zmilitaryzowanej policji podległa dowództwu niemieckiemu.

## Historia
Batalion był rozlokowany w 1943 na Wołyniu. 4 kompania batalionu w połowie stycznia 1943 prowadziła operacje przeciwpartyzanckie w rejonie Stolina. Liczyła ona 147 żołnierzy, w tym 60 Polaków, 71 Białorusinów i 16 Ukraińców. 8 lutego 1943 część oddziału z podoficerem Mikołajem Kunickim na czele, podczas wyprawy pacyfikacyjnej do wsi Wołczyn zlikwidowała 16-osobową niemiecką kadrę dowódczą i przyłączyła się do sowieckiego oddziału partyzanckiego im. W. Czapajewa.
Po dezercji ukraińskich policjantów w marcu 1943 został powtórnie uzupełniony Polakami. Stacjonował w Kobryniu.